# Hällmålning

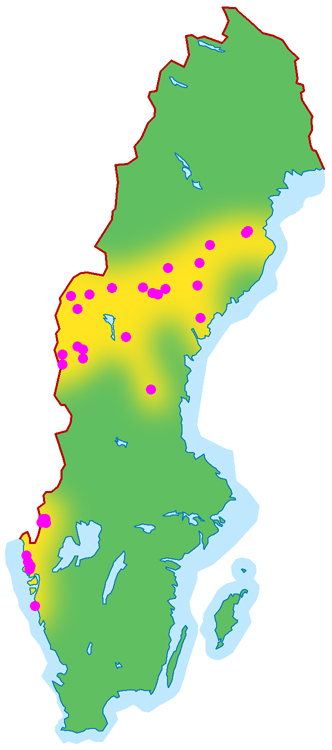
Fördelning av de 52 hällmålningar som har återfunnits i Sverige, främst i Mellannorrland men även i Värmland och Bohuslän.

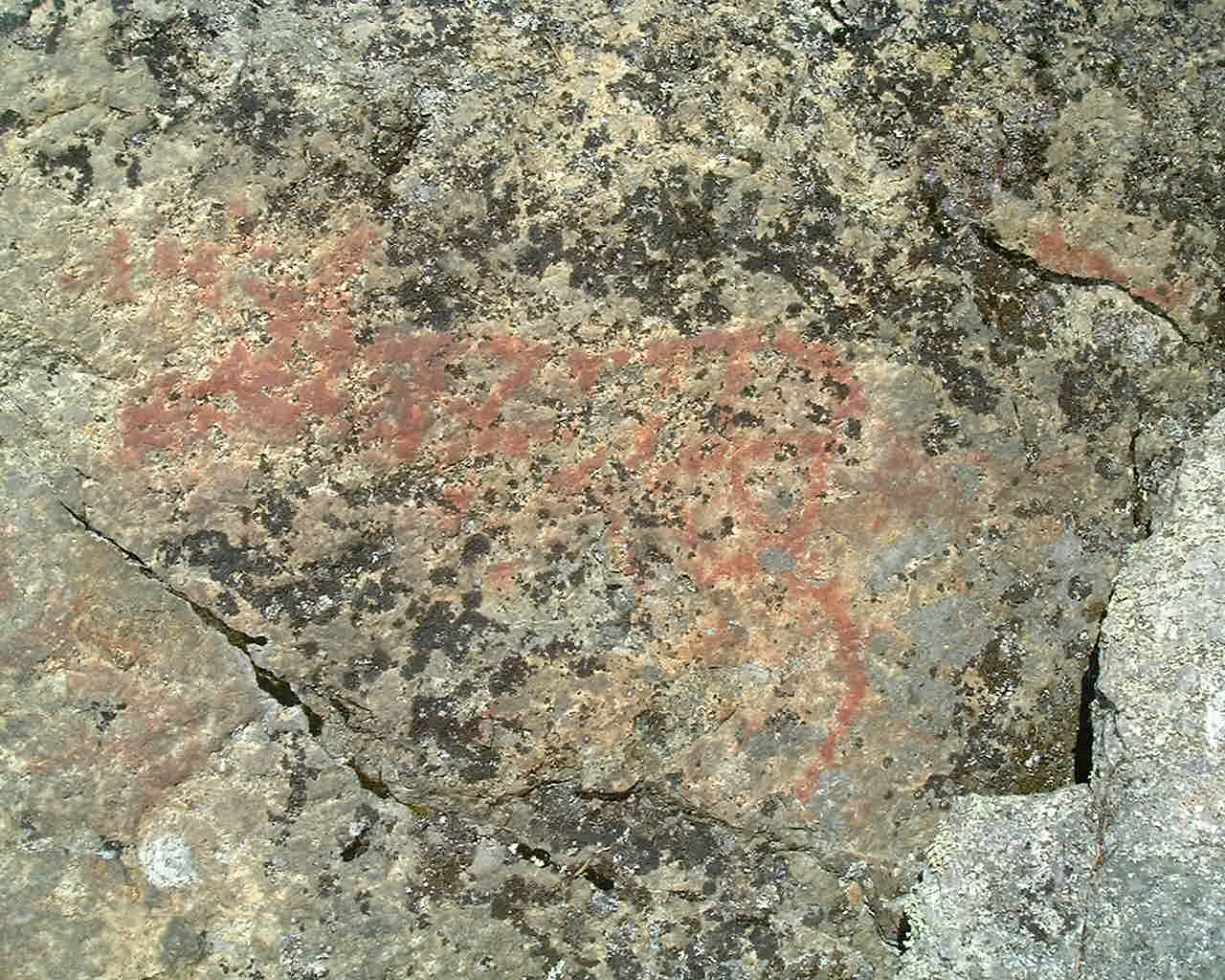
Hällmålning föreställande älg vid Fångsjön i norra Jämtland.

Hällmålning, till skillnad från hällristning, är som namnet antyder målade bilder på en stenhäll. Hällmålningar påminner om grottmålningar. 

## Beskrivning
Bilderna visar ofta djur och mera sällan människor. De är målade med röd, nästan outplånlig färg (rödockra plus något bindemedel) och är antingen helt ifyllda eller gjorda med fingerbreda röda konturer. Målningarna hittas ofta på lodrätt stupande, släta och glansiga bergväggar, på klipphällar eller vid ingångar till grottor. De flesta målningarna finns i sydläge. Ovanför de målningar som man funnit finns oftast en överskjutande bergformation som skyddat mot nederbörd. Bilderna visar tydligt att människorna som målat bilderna var ett jägarfolk för vilka älg och ren spelat en stor roll. 

## Fyndplatser
I Sverige har man hittat hällmålningar främst i norra Sverige men efter tre fynd i Bohuslän, bland annat i Tumlehed på Hisingen, och åtta i Värmland så har man reviderat uppfattningen att den bara skulle vara en nordsvensk företeelse. Man har bland annat hittat hällmålningar i Jämtland vid Hästskotjärn, Fångsjön, två vid sjön Skärvången och ett antal i Härjedalen där den mest kända finns på fjällplatån Flatruet. I Ångermanland har man hittat målningar i Härnösand, i Anundsjö, Fjällsjö, vid Högberget i Ramsele och vid Åbodsjön i Sidensjö socken. De nordligaste är hittade i Fredrika, på Finnforsberget ovanför Finnforsfallet i Skellefteå kommun samt utanför Jokkmokk i Lappland.
Hällmålningar har också hittats i Finland (till exempel Astuvansalmi), Norge (till exempel Solsemgrottan), Sibirien, Afrika och Nordamerika.